# Eduard Florin
Eduard Wilhelm Florin (* 29. Juni 1910 in Berleburg; † 10. Juli 2003 in Siegen) war ein deutscher SS-Unterscharführer, der am Massaker von Farneta beteiligt war.

## Leben
Der ausgebildete Kaufmann und Statistiker arbeitete im Geschäft seines Vaters, das dieser infolge der Weltwirtschaftskrise im Jahr 1930 aufgeben musste. Damit wurde Florin arbeitslos. Er trat zum 1. Januar 1931 in die NSDAP (Mitgliedsnummer 415.491) und 1932 in die SS ein. 1933 wurde er als Hilfspolizist und später im Reichsministerium für Ernährung beschäftigt. Mitte des Jahres 1941 erhielt er eine Anstellung beim Einsatzkommando 9 der Sicherheitspolizei und kam mit dem SD nach Witebsk. Nachdem Florin anschließend in der SS-Kaserne in Radolfzell am Bodensee bis zum Herbst 1943 einen mehrere Monate langen Unterführerlehrgang absolviert hatte, wurde er in der Nachschubabteilung der 16. SS-Panzergrenadier-Division „Reichsführer SS“ eingesetzt.
Mit dieser Division kam Florin im Rahmen einer sogenannten „Bandenbekämpfung“ im Kartäuserkloster Farneta (ital. Certosa di Farneta) etwa 10 Kilometer nordwestlich von Lucca in der Toskana in Italien zum Einsatz. Florin war im Kloster bekannt und konnte deshalb unter einem Vorwand erreichen, dass am 1. September 1944, kurz vor Mitternacht um 23:15 Uhr, die Mönche die Klosterpforte öffneten. Florin wurde im September 1946 in La Spezia vor Gericht gestellt und freigesprochen.